# Sven S. Poser

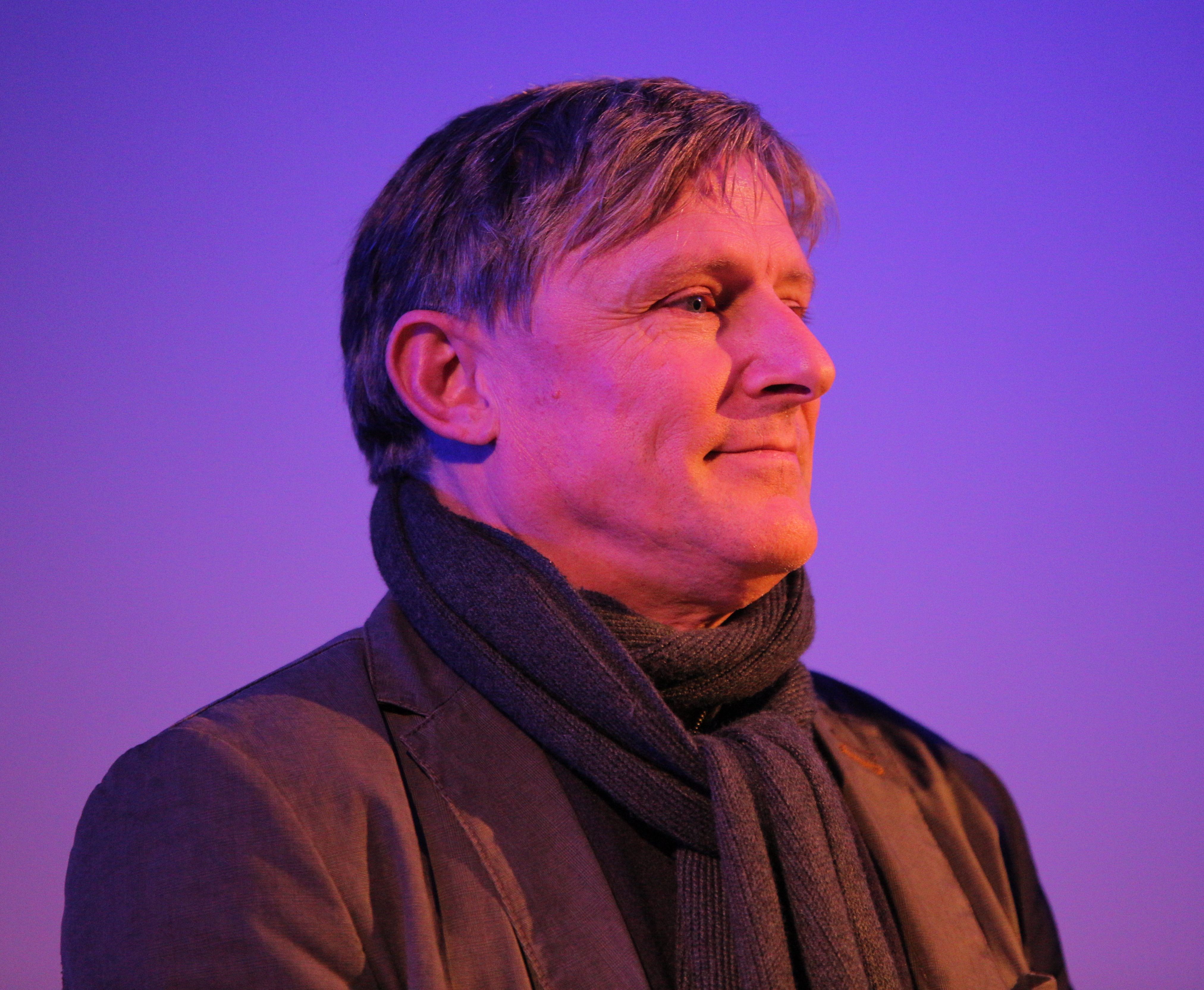
Sven S. Poser (2016)

Sven S. Poser (* 27. Januar 1963 in Palo Alto, Santa Clara County, Kalifornien, USA) ist ein deutscher Drehbuchautor.

## Leben
Sven Poser wuchs in Bonn auf und zog 1985 nach Berlin, wo er Germanistik, Geschichte und Politik studierte. Nach seinem Hochschulabschluss arbeitete er von 1992 bis 2002 als TV-Redakteur beim Berliner Stadtmagazin tip. Anfang der Neunziger war Poser Mitinhaber eines Kleinverlags. Er gehörte zur Berliner Autorengruppe „Das Labor“, die zwischen 1990 und 1997 acht Bücher herausgab und szenische Lesungen organisierte.
Seit 2000 schreibt Poser Drehbücher für Kino und Fernsehen, ist aber auch journalistisch tätig. Mit Martin Eigler, Sönke Lars Neuwöhner und Jonas Winner gründete er das Label „plotpower“ für die Entwicklung von Stoffen und Drehbüchern. Zu seinen wichtigsten Fernseharbeiten zählen die Krimireihen Solo für Schwarz (2003–2007), Stralsund (seit 2009), Wolfsland (seit 2016) und die Miniserie Morgen hör ich auf mit Bastian Pastewka und Susanne Wolff in den Hauptrollen. Außerdem war er von 2012 bis 2013 als Autor und Dramaturg maßgeblich an der Entwicklung der Krimiserie Letzte Spur Berlin beteiligt.
Poser lebt mit seiner Familie in Berlin.

## Filme
- 2002: Tatort: Schützlinge
- 2003: Tod im Park
- 2005: Solo für Schwarz – Tod im See
- 2005: Im Schwitzkasten
- 2006: Solo für Schwarz – Der Tod kommt zurück
- 2006: Tatort: Blutdiamanten
- 2007: Solo für Schwarz – Tödliche Blicke
- 2008: 10 Sekunden
- 2008: Im nächsten Leben
- 2009: Stralsund – Mörderische Verfolgung
- 2010: Killerjagd. Schrei, wenn du dich traust
- 2010: Stralsund – Außer Kontrolle
- 2012: Herzversagen
- 2012: Stralsund – Blutige Fährte
- 2012: Bissige Hunde
- 2013: Stralsund – Tödliches Versprechen
- 2013: Stralsund – Freier Fall
- 2014: Tatort: Eine Frage des Gewissens
- 2015: Stralsund – Kreuzfeuer
- 2015: Stralsund – Es ist nie vorbei
- 2015: Stralsund – Der Anschlag
- 2016: Ein gefährliches Angebot
- 2016: Wolfsland – Ewig Dein
- 2016: Stralsund – Schutzlos
- 2016: Wolfsland – Tief im Wald
- 2016: Stralsund – Vergeltung
- 2017: Stralsund – Kein Weg zurück
- 2017: Das Nebelhaus
- 2018: Der Lissabon-Krimi – Alte Rechnungen
- 2018: Wolfsland – Der steinerne Gast
- 2018: Wolfsland – Irrlichter
- 2019: Der Lissabon-Krimi – Feuerteufel
- 2019: Wolfsland – Das heilige Grab
- 2019: Wolfsland – Heimsuchung
- 2020: Der Lissabon-Krimi – Die verlorene Tochter
- 2020: Wolfsland – Kein Entkommen
- 2020: Wolfsland – Das Kind vom Finstertor
- 2021: Wolfsland – Böses Blut
- 2021: Wolfsland – Die traurigen Schwestern
- 2022: Tatort: Flash
- 2022: Wolfsland – 20 Stunden
- 2022: Wolfsland – Das dreckige Dutzend
- 2023: Tatort: Kontrollverlust
- 2023: Wolfsland – Das schwarze Herz
- 2023: Wolfsland – Tote schlafen schlecht
- 2024: Wolfsland – In der Schlinge
- 2025: Wolfsland – Schwarzer Spiegel
- 2025: Fabian und die mörderische Hochzeit

## Serien
- 2001: Der Fahnder
- 2003: SOKO Köln
- 2005: Die Sitte
- 2007: Der Kriminalist
- 2007: Kommissar Stolberg
- 2011: Die Chefin
- 2012: Letzte Spur Berlin (ehem. Die letzte Spur)
- 2013: SOKO – Der Prozess
- 2015: Der Alte
- 2016: Morgen hör ich auf
- 2019: 23 Morde – Bereit für die Wahrheit?
- 2023: Der Irland-Krimi

## Auszeichnungen
- 2015: Fernsehfilmfestival Baden-Baden – Nominierung „Bester Fernsehfilm“ für „Bissige Hunde“
- 2015: Deutsche Akademie für Fernsehen – Nominierung „Bestes Drehbuch“ (mit Alex Eslam) für „Bissige Hunde“
- 2017: Deutscher Fernsehpreis – Nominierung Bestes Drehbuch (mit Martin Eigler und Sönke Lars Neuwöhner) für Morgen hör ich auf
- 2017: Goldene Kamera – Bester Mehrteiler/Miniserie „Morgen hör ich auf“
- 2017: Bayerischer Fernsehpreis mit Martin Eigler und Sönke Lars Neuwöhner als Autoren von „Morgen hör ich auf“ (ZDF)